# یواس‌اس ایندینولا (۱۸۶۲)
یواس‌اس ایندینولا (۱۸۶۲) (به انگلیسی: USS Indianola (1862)) یک کشتی بود که طول آن ۱۷۴ فوت (۵۳ متر) بود. این کشتی در سال ۱۸۶۲ ساخته شد.